# Galage (Touch)
Pour les articles homonymes, voir Galage et Aiguebelle.
La Galage, ou l'Ayguebelle (en occitan Aiga Bèra et en latin Aqua Bella) à partir de la commune de Saint-Lys, est une rivière du Sud de la France dans le département Haute-Garonne, en région Occitanie et un sous-affluent de la Garonne par le Touch.

## Géographie
D'une longueur de 16,3 km, elle prend sa source sur la commune de Saint-Thomas, et se jette dans le Touch à Fonsorbes.

## Département communes traversées
Dans le seul département de Haute-Garonne, la Galage traverse quatre communes : Saint-Thomas, Sainte-Foy-de-Peyrolières, Saint-Lys, Fonsorbes

## Hydrologie
La Galage traverse une seule zone hydrographique 'Le Touch du confluent de la Saudrune au confluent de l'Aiguebelle (Galage) (inclus)' (O205)

### Affluents
La Galage a treize affluents référencés dont les principaux sont :
- Le Ruisseau de Bajoly  5 km
- Le Trujol 5,3 km
- Le Ruisseau du Gaillard  5,3 km
- Le Ruisseau de Mescurt 7,9 km